# Saori Ariyoshi
Saori Ariyoshi (有吉 佐織, Ariyoshi Sayori), née le 1er novembre 1987, est une joueuse internationale de football japonaise.

## Biographie
Le 29 février 2012, elle fait ses débuts avec l'équipe nationale japonaise lors de l'Algarve Cup, contre l'équipe de Norvège. Elle participe à la Coupe du monde 2015. Elle compte 65 sélections et 1 but en équipe nationale du Japon.

## Statistiques
Le tableau ci-dessous présente les statistiques de Saori Ariyoshi en équipe nationale :
| Équipe du Japon | Équipe du Japon | Équipe du Japon |
| Année           | Matchs          | Buts            |
| --------------- | --------------- | --------------- |
| 2012            | 5               | 0               |
| 2013            | 8               | 0               |
| 2014            | 17              | 0               |
| 2015            | 12              | 1               |
| 2016            | 7               | 0               |
| 2017            | 0               | 0               |
| 2018            | 14              | 0               |
| 2019            | 2               | 0               |
| Total           | 65              | 1               |

## Palmarès
- Finaliste de la Coupe du monde 2015
- Vainqueur de la Coupe d'Asie 2014, 2018